# Пушечное ядро (Marvel Comics)
Пушечное ядро (англ. Cannonball, настоящее имя — Сэмюэль Захария Гатри) — супергерой компании Marvel Comics.

## История персонажа
Сэм родился в шахтерском городке в штате Кентукки и ещё подростком уже работал на шахте. Однажды в забое случился обвал, и в этот момент пробудились сверхспособности Сэма, благодаря которым он спасся сам и спас своих товарищей. Дональд Пирс, один из глав Клуба Адского Огня, узнал о новом мощном мутанте и завербовал Сэма в число оперативных работников КАО под псевдонимом Ядро. На одной из миссий Сэм, на беду своих хозяев, столкнулся с профессором Ксавье и его командой «Новые Мутанты» и присоединился к ним. Вскоре он стал одним из лидеров «Новых Мутантов», начал роман с другой участницей этой команды — Лилой Чейни и оказался едва ли не единственным членом «Новых мутантов», который остался в ней после того, как новый лидер, Канат, преобразовал их в военизированную «Силу Икс». Канат возлагал на Сэма большие надежды, считая его одним из Экстерналов и легендарным лидером будущего. После того, как Сэм выжил после схватки со злодеем Сауроном, по крайней мере, первое, казалось, подтвердилось. Впрочем, позже принадлежность Сэма к Экстерналам сочли сомнительной, но объяснить иначе чудесное исцеление не смогли.
В конце концов Сэм разочаровался в идеях Каната, покинул «Силу Икс» и присоединился к иксменам. Впрочем, скоро он оставил их, чтобы помогать своей больной матери, а потом вернулся к «Силе Икс» несмотря на запутанные личные отношения с коллегой Табитой Смит (Бум-Бум). В это время «Силой Икс» руководил британский агент Пит Висдом, превративший команду в подпольную военную организацию. После одного неудачного задания «Сила Икс» оказалась в центре взрыва. Они выжили, но в целях конспирации предпочли, чтобы их считали мертвыми. Вновь «Сила Икс» появилась на публике, когда их название попыталась использовать другая команда. Спор об «авторских правах» завершился переименованием второй «Силы Икс» в «Икс-Статикс» и расформированием первой команды. После этого Сэм был опять завербован Ксавье в его новую команду — «Корпорацию Икс», которая занималась защитой прав мутантов в европейском масштабе. Сэм стал одним из руководителей её европейского отделения, боролся с Оружием Икс, но после смерти своей подруги Темной Звезды покинул команду и какое-то время жил у бывшей возлюбленной Лилы Чейни, пока Гроза не пригласила его присоединиться к «Экстремальным Икс-менам».

### Раскол + Регенезис
После событий Раскола (X-Men — SCHISM (2011), #1-5), когда Люди Икс разделились на 2 команды: под руководством Циклопа на Утопии и под руководством Росомахи на Вестчестере (Росомаха решил создать школу им. Джин Грей для детей-мутантов, продолжая дело Профессора Ксавье) в комиксе X-Men — Regenesis (2011), Сэм и его сестра Пейдж разговаривали о расколе и пришли к выводу, что им лучше остаться в Вестчестере (то есть фактически это означает, что они присоединились к Логану). К ним подошла Даниелла Мунстар и в этот момент Пейдж встает и уходит. Сэм объявляет Дэни о своем решении остаться на Вестчестере, после чего говорит ей: «Никогда не меняйся, Дэни Мунстар». Она в ответ говорит: «Изменись, Сэм Гатри» и неожиданно целует Сэма.
Несмотря на это, в комиксе «Росомаха и Люди Икс» или «Wolverine and the X-Men» (2011-по наст.время) лишь в первом номере в расписании уроков обозначился один предмет, который должен вести «Профессор Сэм „Пушечное Ядро“ Гатри»: «Врезаемся во все, что попало, головами». В остальных номерах (до 6) Сэмюэль не появляется.
Тем не менее, сейчас Сэма можно увидеть в новых номерах X-Men Legacy (2012), где он состоит в команде Росомахи вместе с Рэйчел Саммерс, Гамбитом, Роуг, Айсменом и др. Они (чуть позже к ним присоединилась команда Хоуп) противостояли Иксодусу, могущественому мутанту (среди его способностей — телепатия, телекинез, телепортация, регенерация, манипуляция энергией).

## Силы и способности
Генерация термохимической энергии. Это позволяет ему летать подобно ядру (отсюда прозвище). Полёт сопровождается дымом, огнём и шумом, как от взлетающей ракеты. Поначалу Сэм не мог остановить свой полёт, пока не истратит всю накопленную энергию или не врежется во что-нибудь, но со временем смог контролировать скорость, длительность и направление движения. В полёте Сэма окружает защитное поле, делающее его практически неуязвимым. Подобное поле, только прямо противоположного действия, он может создавать вокруг своих противников.
Когда Сэм выжил после смертельного ранения, его стали считать одним из Экстерналов — бессмертных мутантов. Неясно — так ли это, или чудесное выздоровление Сэма было счастливой случайностью.

## Вне комиксов

### Телевидение
- Пушечное Ядро является главным героем серии «Тайные планы» (англ. Hidden Agendas) мультсериала «Люди Икс». Он спокойно жил в маленьком городке и работал в шахте, но когда он, используя свои силы, спас других шахтёров во время аварии, стал вместе со своей семьёй объектом травли, и только вмешательство Людей Икс восстановило порядок.
- В мультсериале «Люди Икс: Эволюция» Пушечное Ядро является одним из молодых членов Людей Икс. В финальной битве он, используя свои силы, доставляет Шельму к убежищу Апокалипсиса.

### Кино
- Пушечное Ядро появился в фильме "Новые Мутанты", основанном на одноимённом комиксе. Роль этого персонажа исполнил Чарли Хитон.